# تانغ مهر
 تانغ موهر  (بالفارسية: تنگ مهر) هي قرية تقع في منطقة مهر الريفية، في المنطقة المركزية لمقاطعة مهر، محافظة فارس، إيران. وفي تعداد عام 2006، بلغ عدد سكانها 51 نسمة، موزعين على 10 عائلات. 